# Fabienne Blanchut
Fabienne Blanchut (Grenoble, 22 de febrero de 1974) es una guionista de televisión y escritora francesa de literatura infantil que ha vendido alrededor de dos millones de libros.
Comenzó su carrera literaria tras terminar estudios de postgrado en el ámbito audiovisual y editorial en la Sorbona; ha publicado una serie de álbumes ilustrados en colaboración con Camille Dubois, quien ha trabajado con Blanchut en gran parte de sus publicaciones.

## Obras

### Álbumes ilustrados
Editorial Hachette
Colección Coquinettes con ilustraciones de Camille Dubois (álbumes para niños de 5 años o más).
- Nova, la starlette des Coquinettes, 2012
- Lou, la sportive des Coquinettes, 2012
- La soirée pyjama des Coquinettes, 2012
- Lili, la coquette des Coquinettes, 2013
- La sortie à l'aquarium des Coquinettes, 2013
- Les Coquinettes, amies pour la vie, 2013
- Les Coquinettes en classe de neige, 2014
- Jade, la gourmande des Coquinettes, 2014
- Le Noël des Coquinettes, 2014
- Margaux, la "miss cracra" des Coquinettes, 2015
- Les Coquinettes au zoo, 2015
- Lili, la coquette des Coquinettes, 2015
- Clara, la rouspéteuse des Coquinettes, 2016, álbum n.°13

Colección Dune & Flam con ilustraciones de Camille Dubois, álbum para niños de 3 años o más:
- 2 titres à paraître, 2016

Editorial Fleurus
Colección Princesse Parfaite con ilustraciones de Camille Dubois, álbumes para niños de 3 años o más:
- Zoé et le courage, 2005, volumen 1
- Zoé et les bêtises, 2005, volumen 2
- 'Zoé et la coquetterie, 2005, volumen 3
- Zoé et la générosité, 2005, volumen 4
- Zoé dit des mensonges, 2006, volumen 5
- Zoé n'est pas polie, 2006, volumen 6
- Zoé est douillette, 2007, volumen 7
- Zoé est impatiente, 2007, volumen 8
- Zoé est timide, 2008, volumen 9
- Zoé est est jalouse, 2008, volumen 10
- Zoé adore se moquer, 2009 , volumen 11
- Zoé est gourmande, 2009, volumen 12
- Zoé est trop bavarde, 2010, volumen 13
- Zoé est capricieuse, 2010, volumen 14
- Zoé est étourdie, 2011, volumen 15
- Zoé a mauvais caractère, 2011, volumen 16
- 'Zoé ne veut pas aider, 2012, volumen 17
- Zoé est trop curieuse, 2012, volumen 18
- Zoé n'obéit pas,  2013, volumen 19
- Zoé n'est pas soigneuse, 2013, volumen 20
- Zoé attend Noël, 2013, volumen 21
- Zoé ne veut pas se laver, 2014, volumen 22
- Zoé se bagarre, 2014, volumen 23
- Zoé à la ferme, 2014, volumen 24
- Zoé à l’école, 2014, volumen 25
- 'Zoé à la plage, 2014, volumen 26
- Zoé au poney club, 2014, volumen 27
- Zoé est une tricheuse,2015, volumen 28
- Zoé prend l'avion,  2015, volumen 29
- Zoé à la danse, 2016,, volumen 30
- Zoé à la piscine, 2016,, volumen 31

Colección Parfait Petit Ange con ilustraciones de Camille Dubois, álbumes para niños de 3 años o más:
- Jules est trop gourmand, 2007
- Jules ne fait pas attention, 2007
- Jules fait des caprices, 2007
- Jules est paresseux, 2007
- Jules ne veut pas se laver, 2008
- Jules n'est pas prudent, 2008
- Jules n'aime pas perdre, 2009
- Jules fait la bagarre, 2009
- Jules est menteur, 2010
- Jules se tient mal, 2010

Colección Super Hugo con ilustraciones de Claudio Cerri, álbumes para niños de 3 años o más:
- Super Hugo n'a même pas mal, 2014
- Super Hugo n'est pas turbulent, 2014
- Super Hugo n'a même pas peur, 2015
- Super Hugo n'est pas crâneur, 2015